# Platygyra contorta
Platygyra contorta är en korallart som beskrevs av Veron 1990. Platygyra contorta ingår i släktet Platygyra och familjen Faviidae. IUCN kategoriserar arten globalt som livskraftig. Inga underarter finns listade i Catalogue of Life.